# Аргасовые клещи

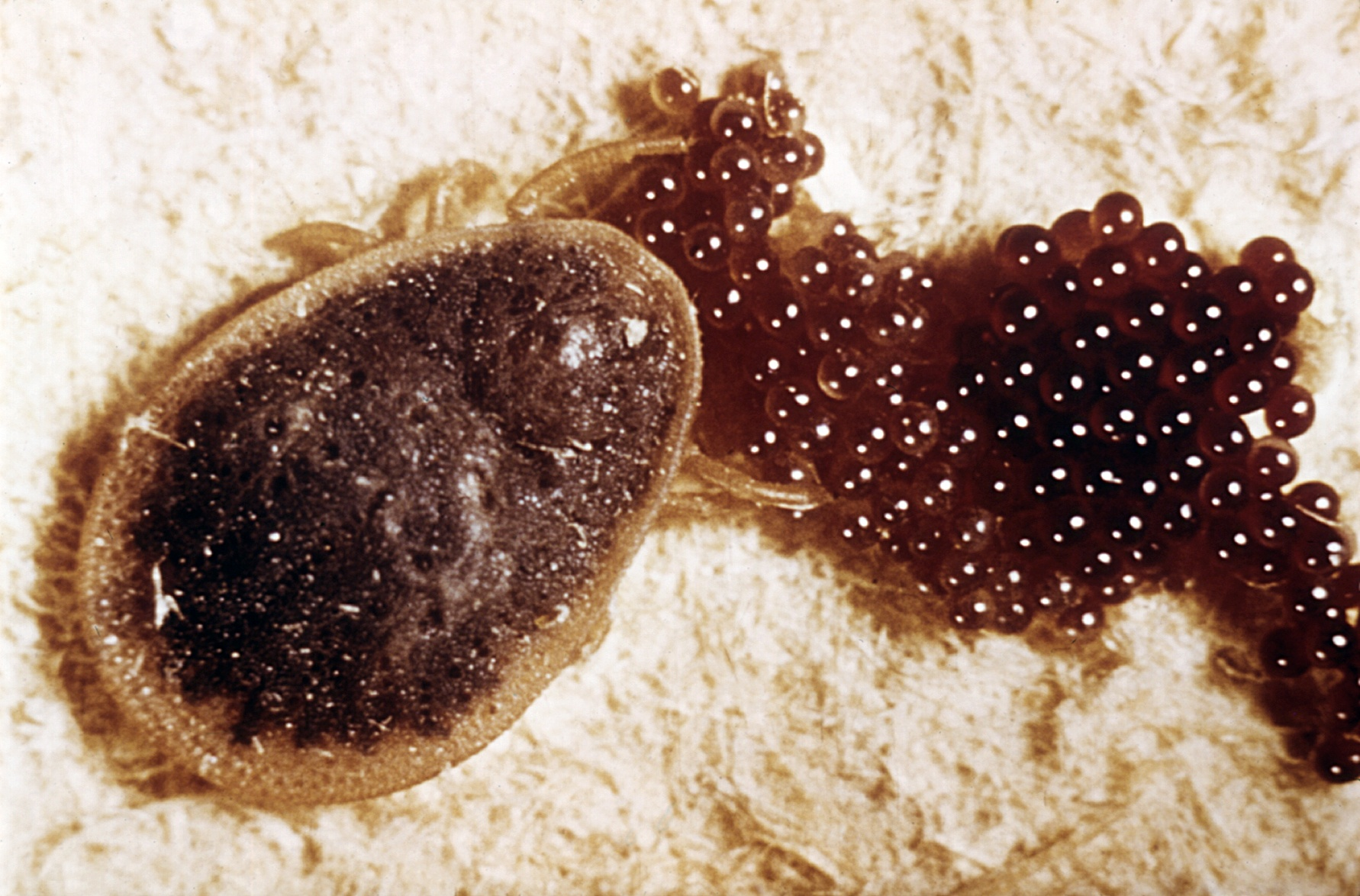
Argas sp.

Аргасовые клещи, или аргазиды (лат. Argasidae), — семейство клещей из отряда Ixodida.

## Описание
Тело имеет длину от 3 до 30 мм, уплощённое, овальное. Покровы кожистые, окраска у напившихся крови клещей лиловатая, у голодных — сероватая, жёлто-бурая. Аргасовые клещи паразитируют на домашней птице, кошках и т. д., в том числе и человеке (временные эктопаразиты), вызывают аргазидозы. Аргасовые клещи способны долго (до 11 лет) голодать. 12 видов аргасовых клещей родов Argas и Ornithodoros нападают на человека. У человека укусы аргасовых клещей вызывают зуд, появление на коже красной сыпи. Слюна аргасовых клещей токсична. Укусы клеща Ornithodorus coriaceus настолько болезненны, что население Мексики страшится этих клещей не меньше, чем гремучих змей. Среди опасных видов:
- Клещ кавказский (Ornithodoros verrucosus; Alectorobius asperus) является переносчиком возбудителя эндемического возвратного тифа.
- Персидский клещ или малэ (Argas persicus; Oken, 1818) напоминает клопа. Он имеет плоское, яйцевидной формы серовато-жёлтого цвета тело, окаймлённое рантом. Клещ достигает 10 мм длины и 6 мм ширины. Две пары ног направлены вперед, две назад. При развитии последовательно проходит стадии яйца, личинки, трёх нимф и имаго. Самка откладывает от 30 до 100 яиц в трещинах птичников. Может нападать и на человека[5].
- Посёлковый клещ (Ornithodoros papillipes) является переносчиком спирохет — возбудителей клещевого возвратного тифа и клещевого бореллиоза. Попадание спирохет в организм человека происходит через хоботок при укусе, а также при попадании на кожу фекалий и продуктов выделения клещей. Способен к трансовариальной передаче.
- Раковинный клещ (Argas reflexus)

## Классификация
Семейство включает около 200 видов, количество родов в разных системах варьирует от 4 до 10, дискутируется и нуждается в дополнительном исследовании таксономии этой группы клещей.
- Antricola Cooley & Kohis, 1942 (? Carios Latreille, 1796)
- Argas Latreille, 1795 — Аргас — более 60 видов[7]
- Nothaspis Keirans & Clifford, 1975 — 2 вида
  - Nothaspis amazoniensis S. Nava et al., 2010[8]
  - Nothaspis reddelli Keirans & Clifford, 1975[9]
- Ornithodoros C.L.Koch, 1837 — более 110 видов[7]
- Otobius Banks, 1912 — 2 вида[7]